# 愛宕神社 (亀岡市)
愛宕神社（あたごじんじゃ）は、京都府亀岡市千歳町国分にある神社。旧称は「阿多古神社」。式内社で、旧社格は村社。
社伝では愛宕山の愛宕神社（京都府京都市）は当社からの勧請とし、そのため「元愛宕」や「愛宕の本宮」とも称される。愛宕山の愛宕神社同様に「愛宕の三つ参り」として、3歳までに参詣すると一生火災に遭わないとして信仰される。

## 祭神
本殿の祭神は、次の3柱。
- 火産霊神 （軻遇突智神）
- 伊邪那美神
- 大国主神

## 歴史

### 概史
社伝によると創祀は神代で、山を神籬として祀られたという。その後、継体天皇元年（507年?）に社殿が創建されたと伝える。
『日本三代実録』では、「阿当護神（愛当護神）」の神階が貞観6年（864年）に従五位下、貞観14年（872年）に従五位上、元慶3年（879年）に従四位下に昇叙されたと見える。また、『延喜式』神名帳には丹波国桑田郡に「阿多古神社」として式内社の記載がある。これらは、いずれも当社に比定される。
当社付近には丹波国分寺が位置するが、その衰退で僧侶が当社に奉仕したこともあり、神仏習合によって仏像が立てられ「愛宕権現」と称されたという。現在、その仏像は当社西にある養仙寺に移されている。
また社伝では、当社の分霊が京都鷹ヶ峰に祀られた後、和気清麻呂により嵯峨山に遷され、これが現在の愛宕山の愛宕神社になるとしている。そのため「元愛宕」「愛宕の本宮」とも称されるほか、社殿には当社が全国の愛宕神社の総本山であると記載してあり、鳥居脇の社号標にも「本宮 愛宕神社」と記している。

### 神階
- 貞観6年（864年）5月10日、正六位上から従五位下 （『日本三代実録』） - 表記は「愛当護神」。
- 貞観14年（872年）11月29日、従五位下から従五位上 （『日本三代実録』） - 表記は「阿当護神」。
- 元慶3年（879年）閏10月24日、従五位上から従四位下 （『日本三代実録』） - 表記は「阿当護神」。

## 境内

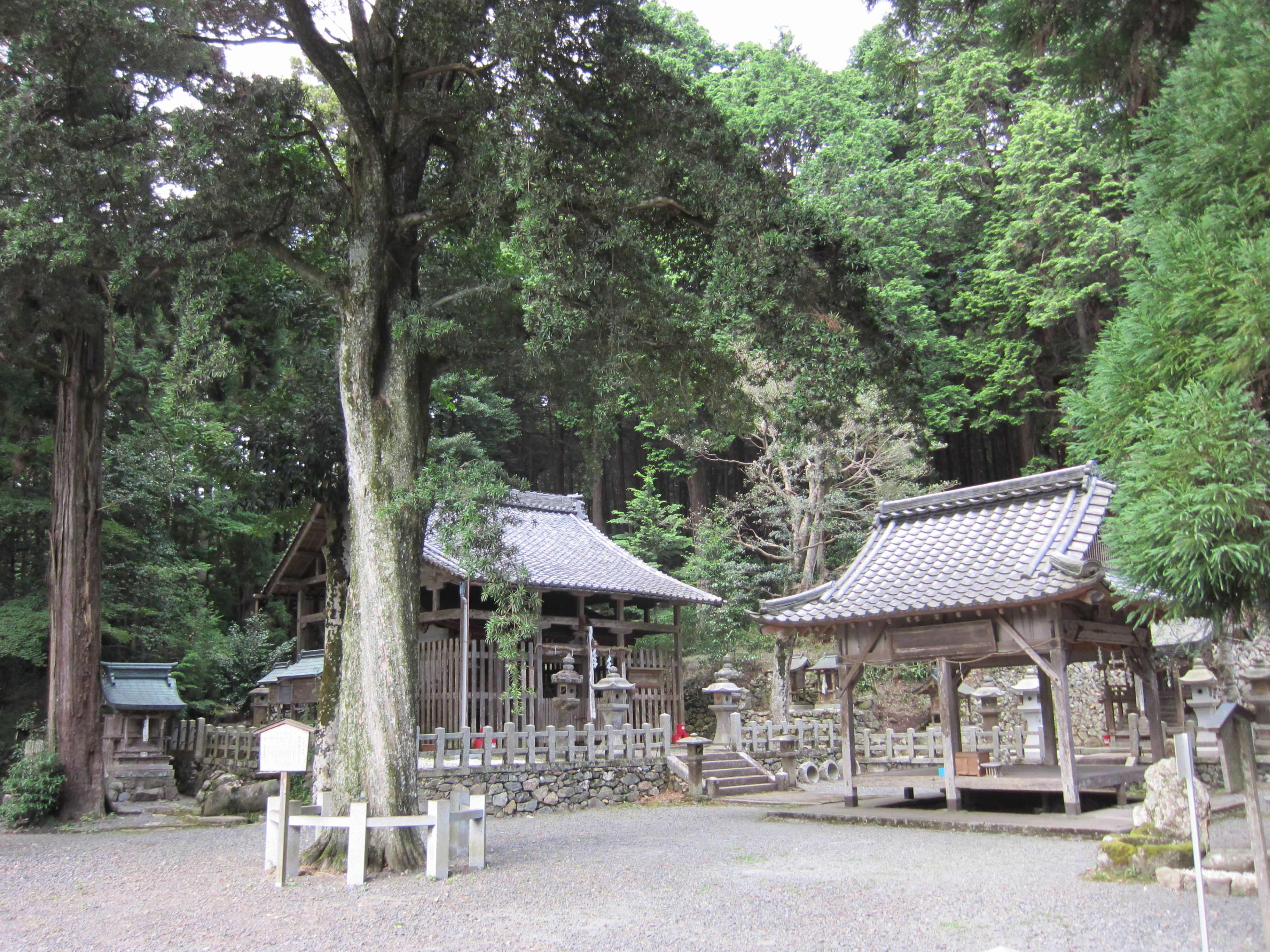
境内全景

本殿は鎌倉時代後期の1280年頃の造営で、国の重要文化財に指定されている。
そのほか、次の木々が名木に指定されている。
- イヌマキ - 樹高19メートル、胸高幹周2.73メートル。亀岡の名木指定。
- 大スギ - 樹高29メートル、胸高幹周5.07メートル。亀岡の名木指定。
- モミ - 樹高32メートル、胸高幹周3.6メートル。亀岡の名木指定。

また、境内の森は「ムササビの生息する森」として亀岡の自然100選に選ばれている。

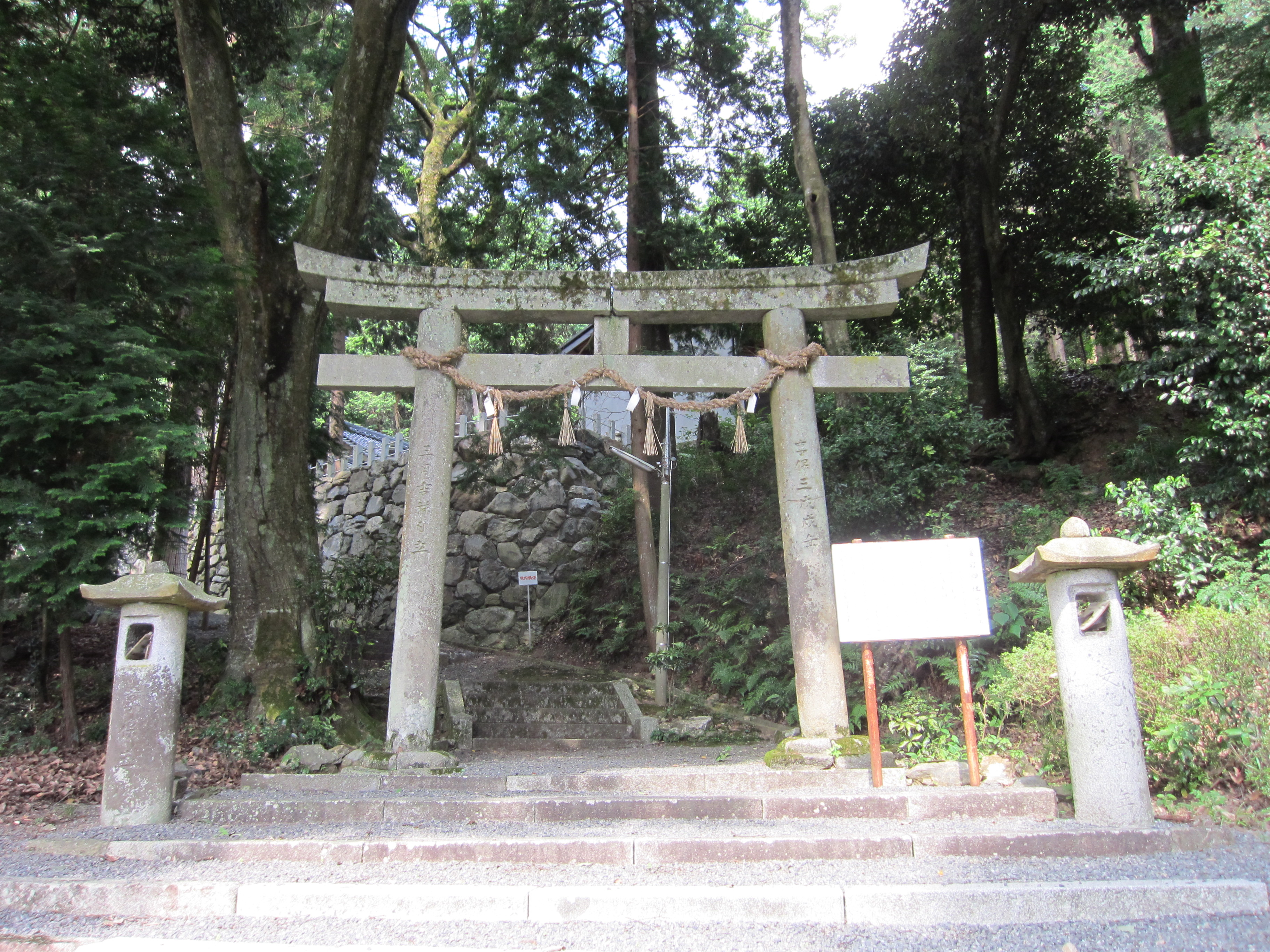
鳥居
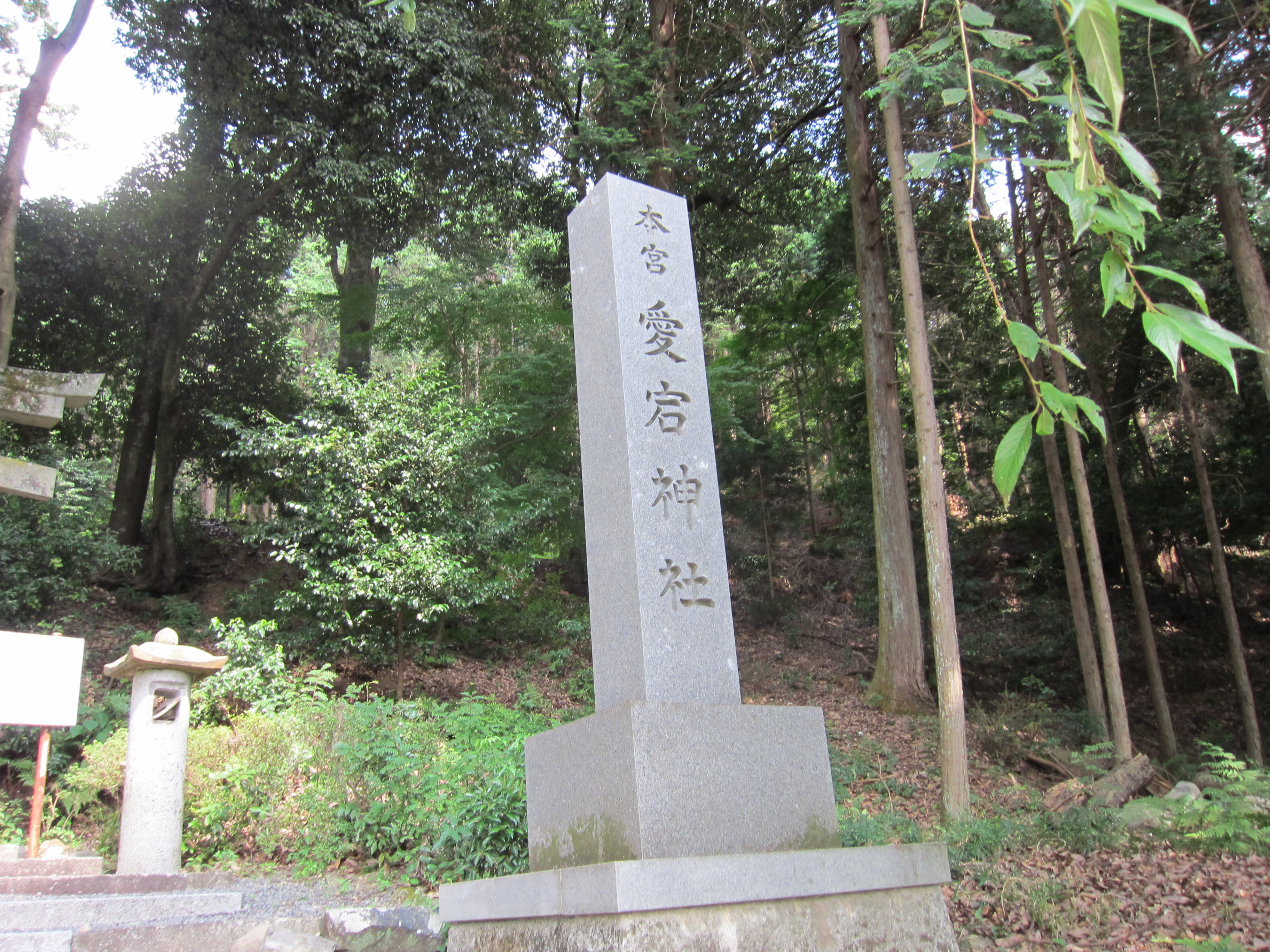
社号標
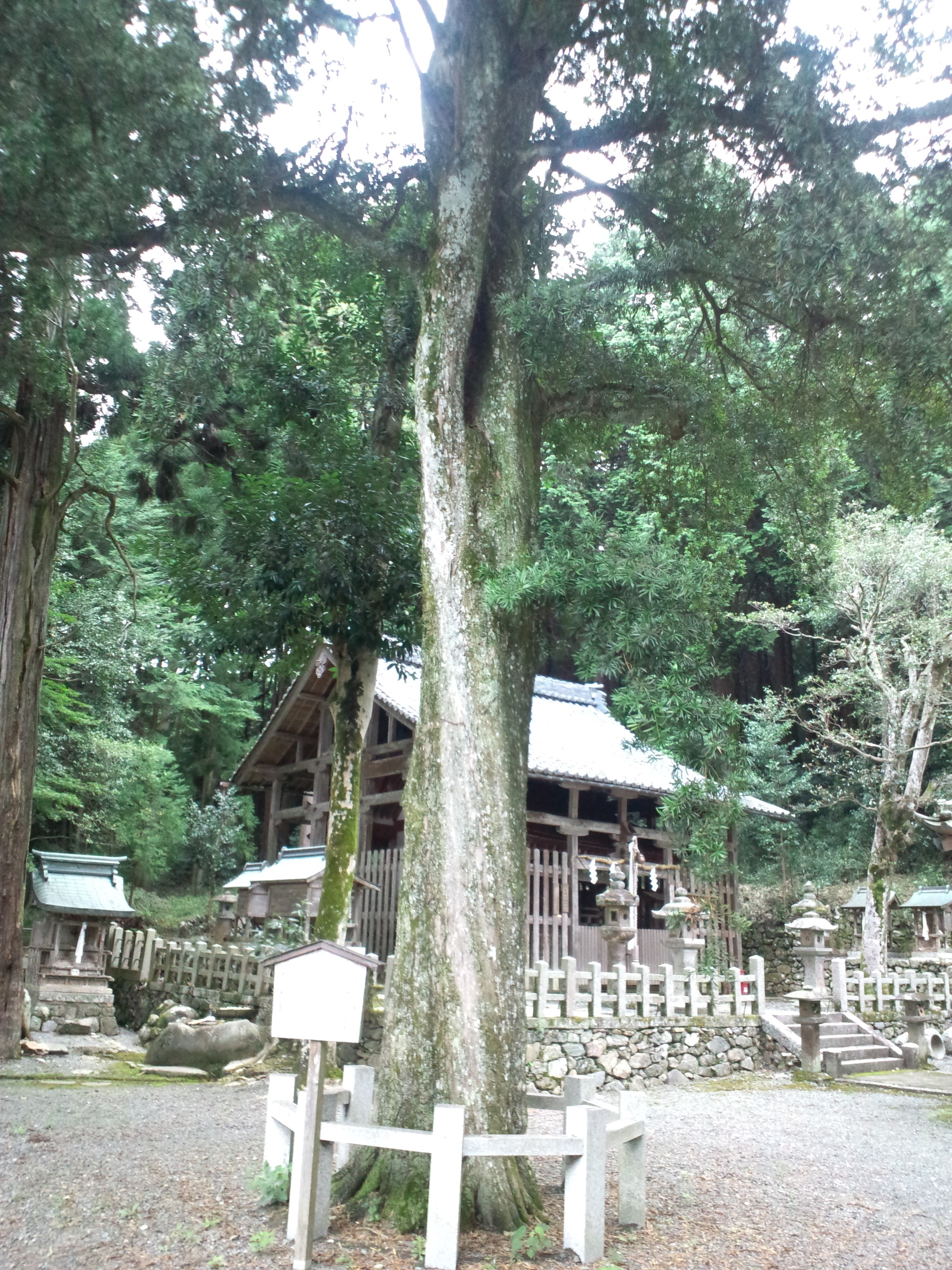
イヌマキ
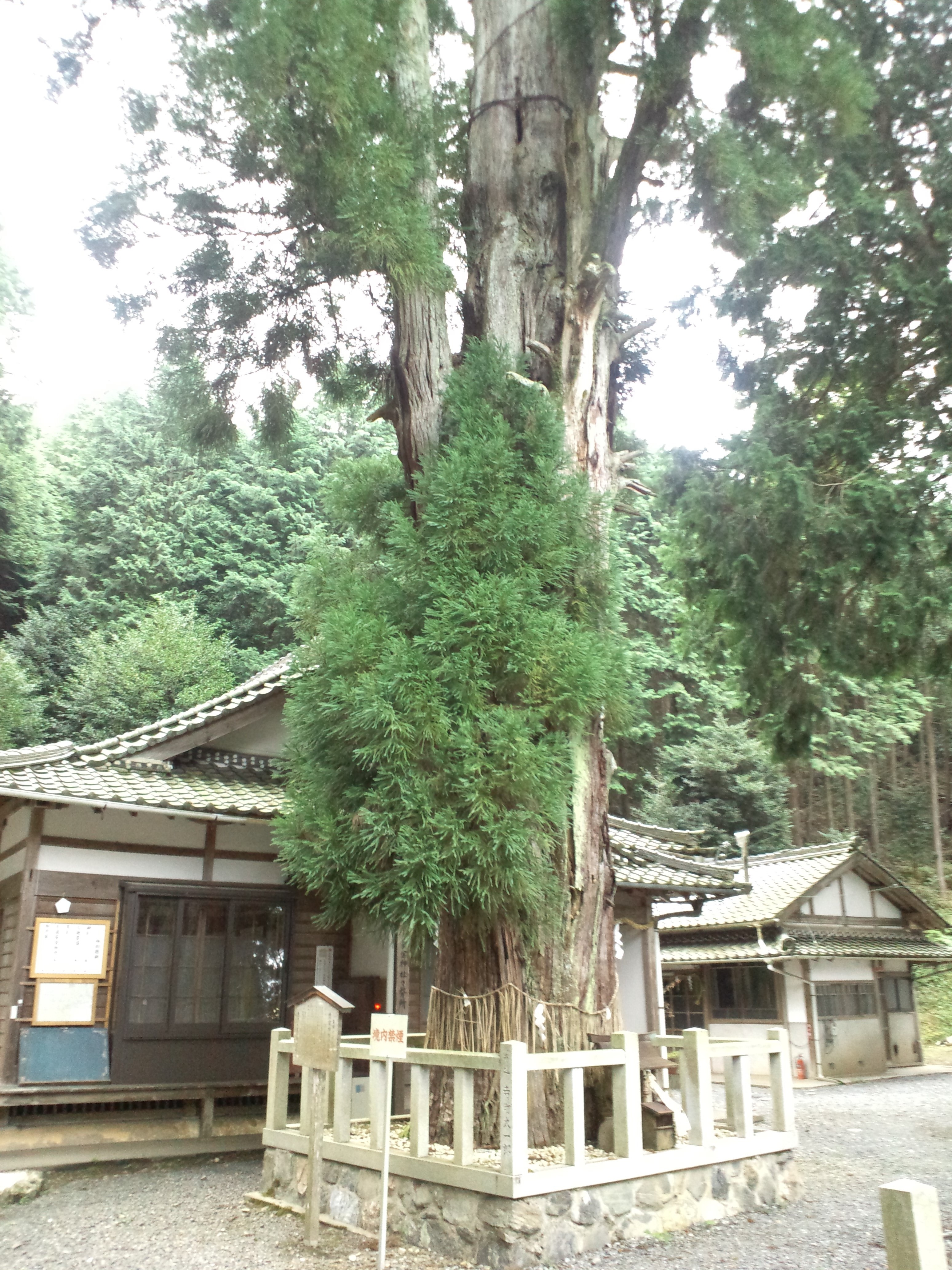
大スギ

## 摂末社

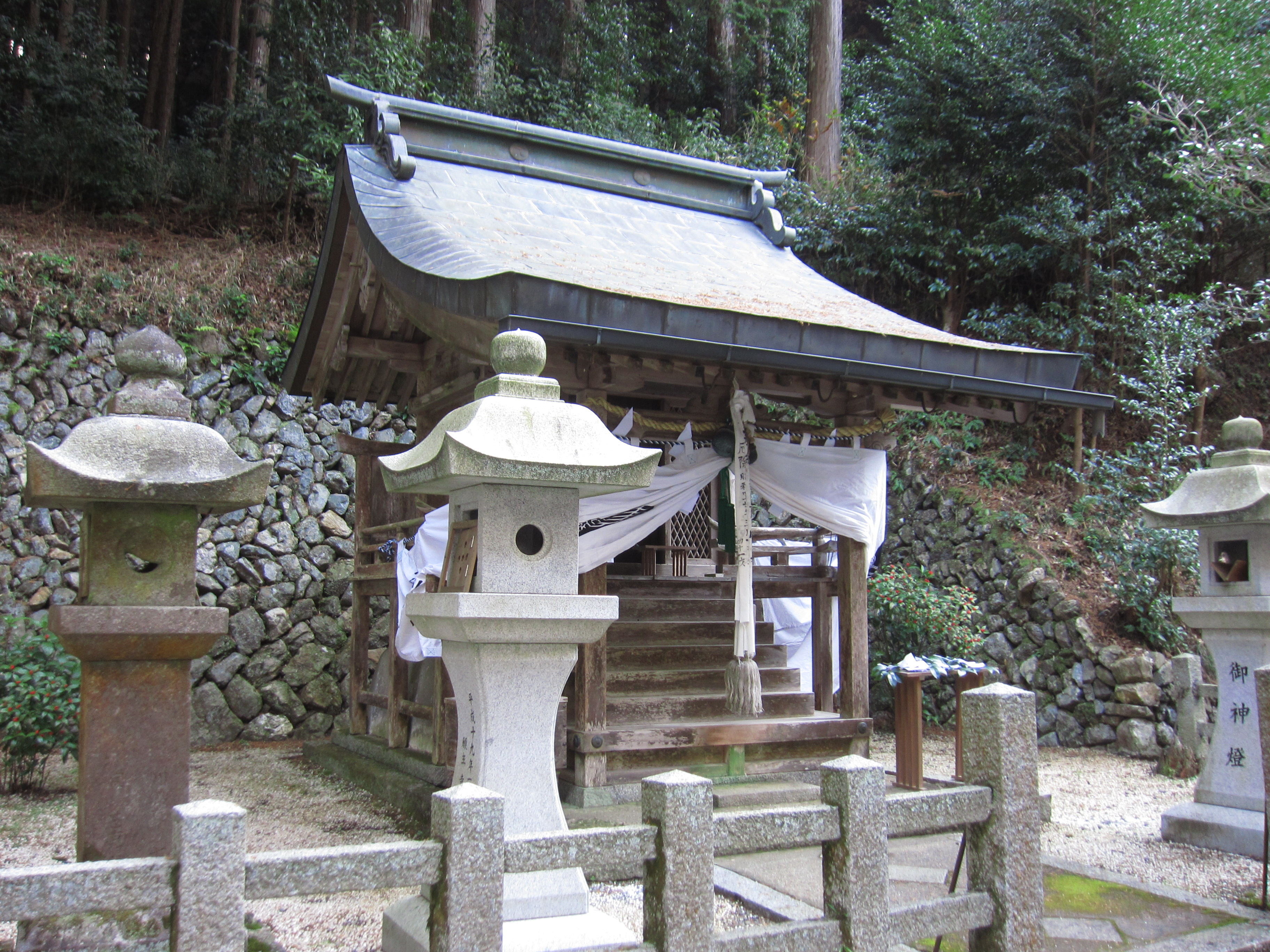
八幡宮神社

- 八幡宮神社 - 祭神：応神天皇
天平年間（729年-749年）に宇佐八幡宮から分霊して丹波国分寺境内に祀られたものとされる。その後国分寺は荒廃し、天保6年（1835年）愛宕神社に遷して祀られたという。
- 豊受比賣神社
- 火防神社 - 祭神：迦倶槌神
- 稚産霊神社
- 埴山姫神社
- 少毘古那神社
- 蛭子神社
- 高良玉垂大神 - 祭神：武内宿禰
- 天満宮社
- 不詳 - 祭神：萩森大明神、宇都宮大明神
- 不詳 - 祭神：大山咋神、大山祇神

## 愛宕灯篭

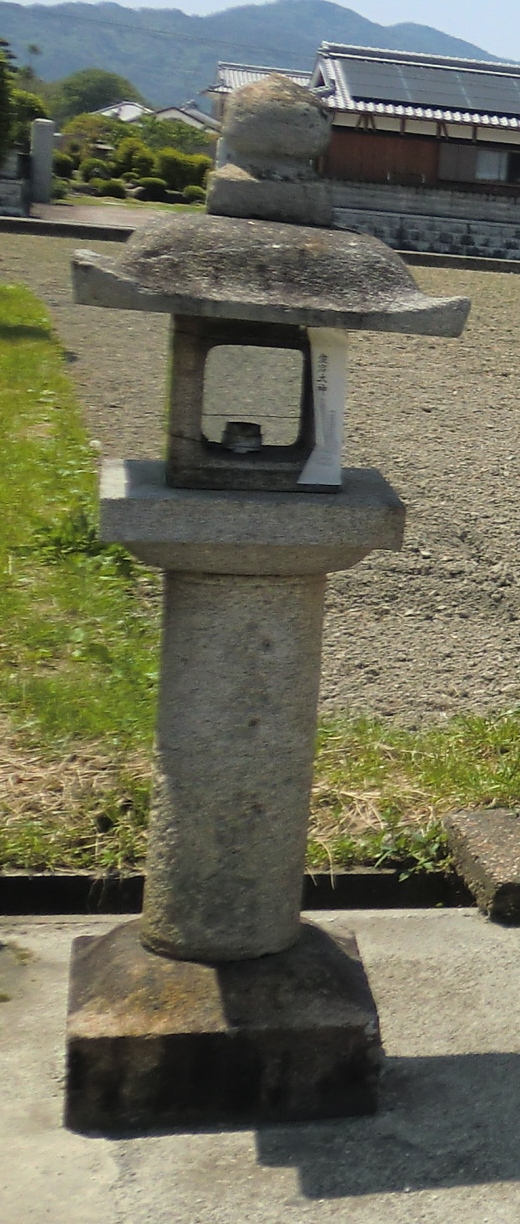
亀岡市河原林町勝林島にある愛宕灯篭

亀岡市内には愛宕灯篭がいくつかあり、石灯篭内部にある燭台は町内を回覧板のように各家に回っていく。
この燭台は手提げ式の灯篭になっており、各家は回ってきた燭台に火を灯して次の家に回す。

## 主な祭事
- 鎮火祭（4月24日）

## 文化財

### 重要文化財（国指定）
- 本殿（附 古材17個、屋根葺替帳2冊） - 昭和52年1月28日指定[2]。

## 現地情報
所在地
- 京都府亀岡市千歳町国分南山ノロ1

交通アクセス
- バス
  - 亀岡駅または千代川駅（JR西日本嵯峨野線）から、亀岡市ふるさとバスで「国分」バス停下車 （下車後徒歩約5分）
- 車
  - 駐車場：有り - 京都縦貫自動車道亀岡ICから、車で約20分。

周辺
- 出雲大神宮 - 丹波国一宮。
- 丹波国分寺

## 関連文献
（記事執筆に使用していない関連文献）
- 「國分愛宕神社」『京都府史蹟勝地調査會報告 第五冊』京都府、1923年。 - リンクは国立国会図書館デジタルコレクション。